# Huszár Erika (rövidpályás gyorskorcsolyázó)
Huszár Erika (Jászberény, 1983. november 22. –) Európa-bajnok magyar rövidpályás gyorskorcsolyázó.

## Pályája
A 2006. évi téli olimpiai játékokon negyedik lett az 1500 méteres számban. Ezzel 26 év után a legjobb eredményt érte el magyar sportolóként téli olimpián. Knoch Viktor ötödik helyezésével együtt pedig 1948 után érték el, hogy ketten is pontszerző helyen végezzenek.
A 2010. évi téli olimpiai játékokon hatodik lett az 1500 méteres számban. 1000 méteren ugyanakkor kizárták. A Darázs Rózsa, Keszler Andrea, Huszár Erika és Heidum Bernadett összeállítású női váltóval az 5. helyezést érték el.
A heerenveeni rövidpályás gyorskorcsolya Eb 3000 m-es váltó számában, a magyar női váltó tagjaként a második helyen végzett, majd a törökországi Erzurumban rendezett téli Universiadén a bronzérmet sikerült megszereznie.
2011-ben Kanadában kezdett edzősködni. 2012 júniusában bejelentette, hogy befejezi sportolói pályafutását.
2019-től az MTK Budapest rövidpályás gyorskorcsolya-szakosztályának vezetője.

## Eredményei
- Junior Gyorsasági utcai Görkorcsolya Európa-bajnoki 1. (2000) – 500 m, 5000 m
- Olimpiai 4. (2006) – 1500 m
- Európa-bajnoki 4. (2006) – 500 m
- Európa-bajnoki 3. (2006) – 3000 m váltó
- Világkupa összetett 6. (2006)
- Európa-bajnoki 2. (2008) – 500 m
- Európa-bajnok (2009) – 3000 m váltó
- Európa-bajnoki 3. (2009) – 500 m[4]
- Európa-bajnoki 3. (2010) – 500 m[5]
- Olimpiai 6. (2010) – 1500 m
- Európa-bajnoki 2. (2011) váltó
- Európa-bajnoki 3. (2011) 1500 m
- Európa-bajnoki 8. (2011) összetett
- Európa-bajnoki 8. (2011) 3000m
- Európa-bajnoki 10. (2011) 500 m
- Európa-bajnoki 10. (2011) 1000 m

## Elismerések
2010 májusában Sólyom László államfőtől megkapta a Magyar Köztársasági Ezüst Érdemkereszt kitüntetést.